# All Watched Over by Machines of Loving Grace
All Watched Over by Machines of Loving Grace est une série documentaire britannique en trois épisodes réalisée par Adam Curtis, sorti en 2011.

## Synopsis
Dans cette série, Curtis soutient que les ordinateurs n'ont pas réussi à libérer l'humanité et ont plutôt « déformé et simplifié notre vision du monde qui nous entoure ».

## Fiche technique
- Titre français : All Watched Over by Machines of Loving Grace
- Réalisation : Adam Curtis
- Production : BBC Two
- Pays d'origine : Royaume-Uni
- Format : Couleurs - 35 mm
- Genre : documentaire
- Date de sortie : 2011

## Épisodes
1. Love and Power
2. The Use and Abuse of Vegetational Concepts
3. The Monkey in the Machine and the Machine in the Monkey